# DIN 41612

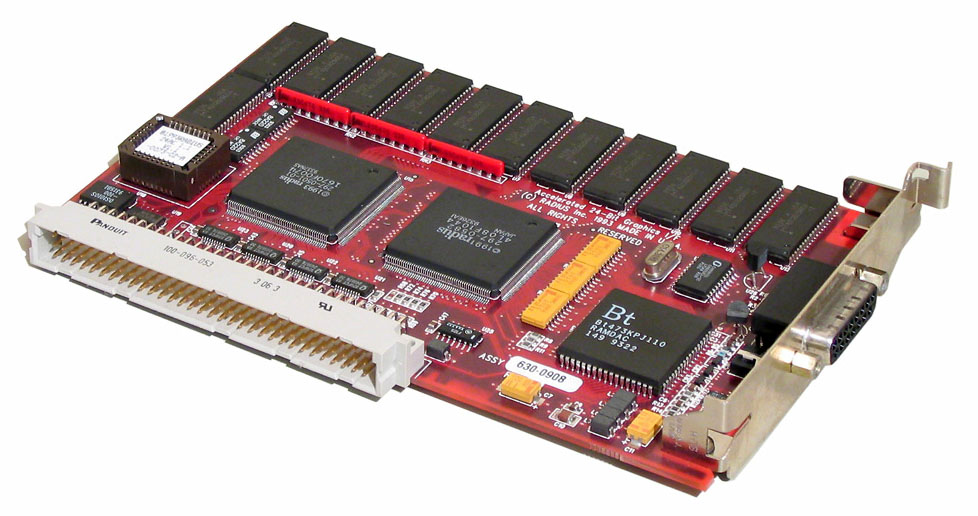
Une carte graphique NuBus avec un connecteur mâle DIN 41612 3×32 points (au premier plan à gauche en blanc)

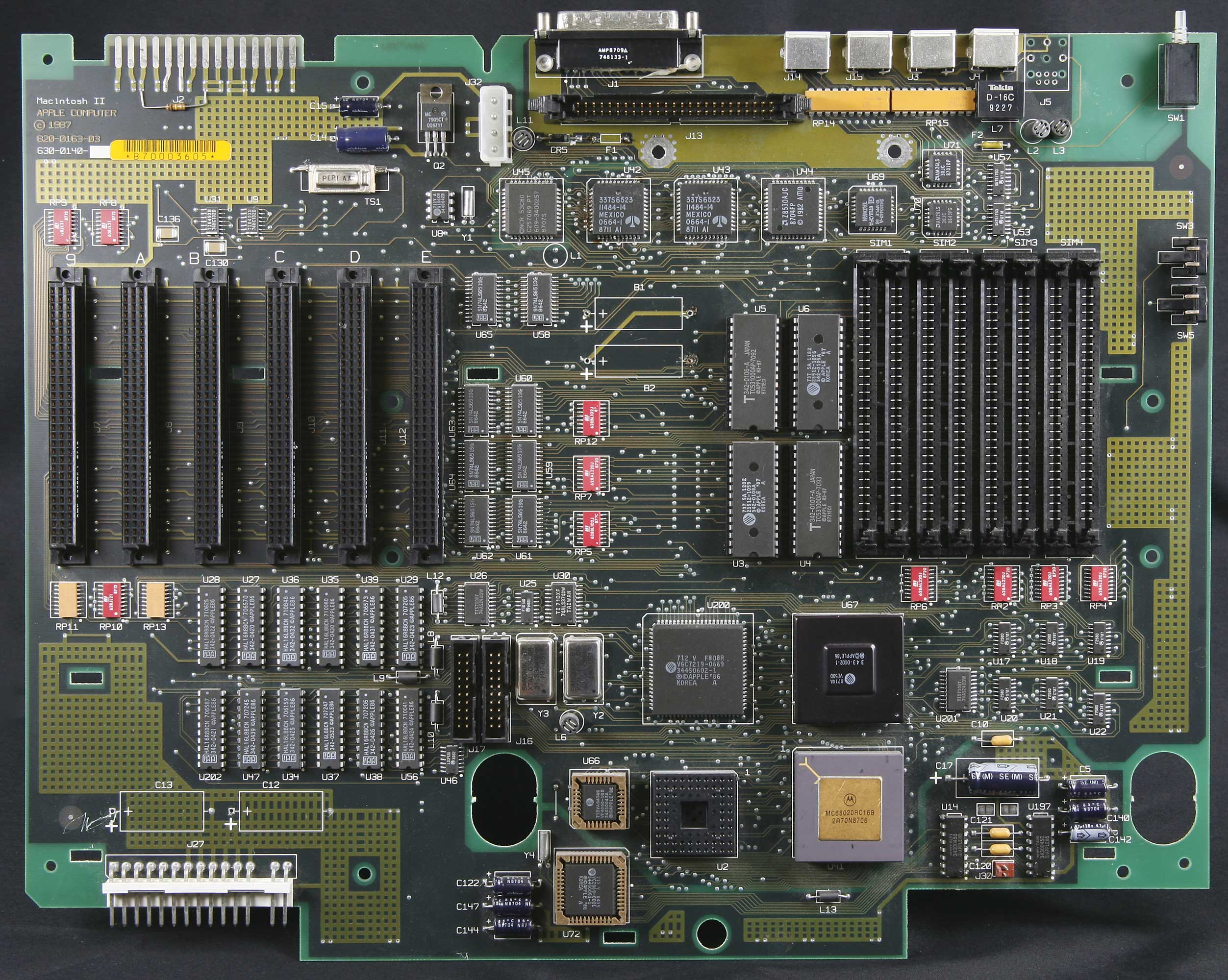
Une carte mère NuBus, avec six connecteurs femelle DIN 41612 3×32 points (noir, centre gauche).

DIN 41612 est un standard de connecteurs électroniques de la famille des connecteurs DIN. Ce standard à l'origine allemand a ensuite été mis à niveau aux normes internationales CEI 60603-2 et EN 60603-2, et permet, en principe, de connecter des composants compatibles provenant de différents fournisseurs.
Ce format est très largement utilisé dans les racks de systèmes électroniques, par exemple dans les systèmes VMEbus, entre les cartes NuBus.

## Caractéristiques mécaniques
Le standard décrit des connecteurs formant une matrice de contacts au pas d'un dixième de pouce (2,54 mm), de une à cinq rangées sur 16 ou 32 colonnes. Selon les applications, une des rangées peut ne pas être utilisée. Les combinaisons possibles donnent ainsi des connecteurs de 16, 32, 48, 64 ou 96 contacts.
La force nécessaire pour connecter ou déconnecter deux composants est normée ; trois classes d'endurance à l'insertion (500, 400 ou 50 opérations) sont disponibles.

## Caractéristiques électriques
Les connecteurs doivent supporter 2 A par broche, et 500 V de tension de fonctionnement. Ces exigences peuvent être déclassées selon le degré de sécurité de l'application et en fonction de l'environnement.